# Centrale Merwedekanaal
De Centrale Merwedekanaal is een elektriciteitscentrale van ENECO langs het Amsterdam-Rijnkanaal ter hoogte van de Keulsekade in de stad Utrecht.
De centrale werd in oorsprong gebouwd door de NV PEGUS en werd in 1925 opgeleverd. Het was de tweede centrale die de Provincie Utrecht van elektriciteit voorzag.
De nieuwe centrale nam de rol over van alle tot dan toe actieve regionale en lokale opwekkers van elektriciteit, die daardoor overbodig werden en in 1925 sloten. Eerste grote afnemer werd het staalbedrijf Demka, dat in 1923 haar eerste elektrische smeltoven in bedrijf kon stellen. Door toenemende vraag naar stroom werd de centrale in de volgende 17 jaar met nog twee eenheden uitgebreid. Omdat verdere uitbreiding bij de nog steeds toenemende vraag naar elektriciteit niet mogelijk was op deze locatie, werd aan de overzijde van het kanaal de Centrale Lage Weide gebouwd.
De naam van de centrale is ontleend aan haar ligging langs het toentertijd hetende Merwedekanaal, nu: Amsterdam-Rijnkanaal.
Onder Centrale Merwedekanaal vallen de eenheden Merwedekanaal 11 en 12. Het zijn beide warmte-krachtcentrales (STEG).
Merwedekanaal 10 is in 2010 gesloten en afgebroken. 
Merwedekanaal 10 had een maximaal elektrisch vermogen van 96 megawatt en een maximaal thermisch vermogen van 100 megawatt. De centrale kon 200.000 huishoudens van elektriciteit en 100.000 huishoudens van warmte voorzien.
Merwedekanaal 11 heeft een maximaal elektrisch vermogen van 103 megawatt en een maximaal thermisch vermogen van 110 megawatt. Net als Merwede 10 kan deze centrale kan 200.000 huishoudens van elektriciteit en 100.000 huishoudens van warmte voorzien.
Merwedekanaal 12 heeft een maximaal elektrisch vermogen van 225 megawatt en een maximaal thermisch vermogen van 180 megawatt. De centrale voorziet 500.000 huishoudens van elektriciteit en 150.000 huishoudens van warmte.